# Данбері (Небраска)
Данбері (англ. Danbury) — селище (англ. village) в США, в окрузі Ред-Віллоу штату Небраска. Населення — 80 осіб (2020).

## Географія
Данбері розташоване за координатами 40°2′16″ пн. ш. 100°24′18″ зх. д. / 40.03778° пн. ш. 100.40500° зх. д. (40.037706, -100.405108).  За даними Бюро перепису населення США в 2010 році селище мало площу 0,84 км², уся площа — суходіл.

## Демографія
Згідно з переписом 2010 року, у селищі мешкала 101 особа в 50 домогосподарствах у складі 31 родини. Густота населення становила 120 осіб/км².  Було 61 помешкання (73/км²).
Расовий склад населення:
| - 99,0 % — білих |

До двох чи більше рас належало 1,0 %. Частка іспаномовних становила 1,0 % від усіх жителів.
За віковим діапазоном населення розподілялося таким чином: 21,8 % — особи молодші 18 років, 54,4 % — особи у віці 18—64 років, 23,8 % — особи у віці 65 років та старші. Медіана віку мешканця становила 48,3 року. На 100 осіб жіночої статі у селищі припадало 98,0 чоловіків;  на 100 жінок у віці від 18 років та старших — 102,6 чоловіків також старших 18 років.
За межею бідності перебувало 14,3 % осіб, у тому числі 0,0 % дітей у віці до 18 років та 9,1 % осіб у віці 65 років та старших.
Цивільне працевлаштоване населення становило 41 осіб. Основні галузі зайнятості: освіта, охорона здоров'я та соціальна допомога — 17,1 %, транспорт — 12,2 %, сільське господарство, лісництво, риболовля — 12,2 %.